# 附城镇 (紫金县)
附城镇是原中国广东省河源市紫金县下辖的一个镇，位于紫金县东北部，2009年7月并入紫城镇。辖区总面积230.9平方公里，下辖11个村，总人口3.96万人。